# Vườn quốc gia Rago
Vườn quốc gia Rago (tiếng Na Uy: Rago nasjonalpark) là một vườn quốc gia nằm tại Sørfold, hạt Nordland, Na Uy. Đuơc thành lập vào ngày 22 tháng 1 năm 1971 với diện tích 171 kilômét vuông (66 dặm vuông Anh), vườn quốc gia nằm về phía đông tuyến đường châu Âu E6, cách 10 kilômét (6,2 mi) về phía đông bắc làng Straumen. Nó tiếp giáp với Vườn quốc gia Padjelanta, và Padjelanta tiếp giáp tiếp với Vườn quốc gia Sarek và Stora Sjöfallet tạo thành một khu vực bảo vệ lên tới 5.400 kilômét vuông (2.100 dặm vuông Anh).

## Mô tả
Vườn quốc gia là nơi có hồ Litlverivatnet và Storskogvatnet cùng một số con sông băng nằm ở phía đông nam. Rago không có nhiều loài thực vật phong phú, phần do đất đai nghèo nàn và khí hậu khắc nghiệt. Cây cối ở đây chủ yếu là thông cùng một số loài thực vật núi cao khác. Các loài động vật chính của vườn quốc gia là nai sừng tấm, tuần lộc, gà gô và đại bàng vàng.